# Liste des maires de Gonesse
Cet article dresse une liste par ordre de mandat des maires de Gonesse, commune française située dans le département du Val-d'Oise en région Île-de-France.

## Liste des maires
| Période                                  | Période                        | Identité                | Étiquette   | Qualité |
| ---------------------------------------- | ------------------------------ | ----------------------- | ----------- | --- |
| Les données manquantes sont à compléter. |                                |                         |             | |
| 1816                                     | 1822                           | Charles Victor Lesselin |             | |
| Les données manquantes sont à compléter. |                                |                         |             | |
| 1925                                     | 1928                           | Ernest Broquet          |             | Médecin |
| Les données manquantes sont à compléter. |                                |                         |             | |
| mai 1945                                 | octobre 1947                   | Marcel Peyralbe         | PCF         | Tourneur sur métaux Conseiller général du canton de Luzarches (1945-1949)                                                                                               |
| octobre 1947                             | mars 1971                      | Emmanuel Rain           | MRP         | |
| mars 1971                                | juin 1995                      | Bernard Février         | DVD         | Pharmacien biologiste Conseiller général de Gonesse (1976 → 1998) Vice-président du conseil général du Val-d'Oise[Quand ?]                                              |
| juin 1995                                | En cours (au 28 novembre 2020) | Jean-Pierre Blazy       | PS puis DVG | Professeur agrégé Député du Val-d'Oise (9e circ.) (1997 → 2007 puis 2012 → 2017) Vice-président de la CA Roissy Pays de France (2020 → ) Réélu pour le mandat 2020-2026 |